# Ernest Woodford Birch

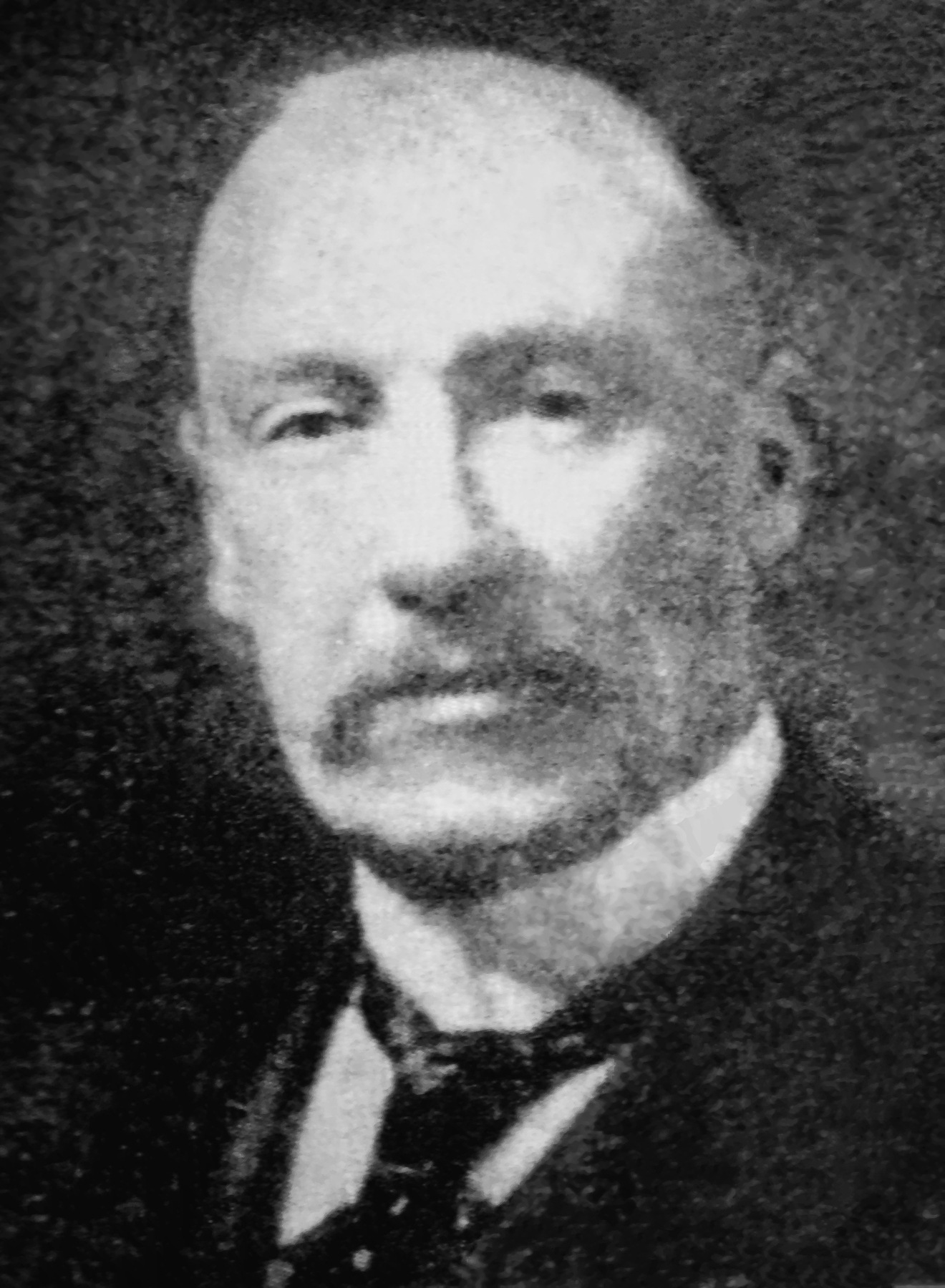
Sir Ernest Woodford Birch

Sir Ernest Charles James Woodford Birch KCMG (* 29. April 1857 in Trincomalee, Ceylon; † 17. Dezember 1929 in Battle, Sussex, England), ICS, war der achte britische Resident von Perak und der älteste Sohn von James Wheeler Woodford Birch.

## Privatleben
Obwohl er im April 1857 in Trincomalee, Ceylon geboren wurde, schickten ihn seine Eltern im Alter von 10 Jahren nach England in die Obhut seines Großvaters, Rev. James Woodford Birch, Vikar an der Kirche All Saints in Hertford. 1882 heiratete er Margaret, die älteste Tochter von Lawrence Niven, Direktor des Botanischen Gartens in Singapur. Sir Ernest und Lady Margaret hatten zwei Söhne und vier Töchter. Ihr ältester Sohn ertrank jedoch 1890 im Alter von nur sieben Jahren in Tanjung Kling, Malacca. Der andere Sohn, Patrick, trat in die Fußstapfen seines Vaters und diente im Indian Civil Service.

## Schulbildung und Studium
Ernest Woodford Birchs Schulbildung begann an der Hertford Grammar School. Weitere Stationen bis 1874 waren Sidney College, University of Bath, Elstree School und Harrow School. Zur Vorbereitung auf sein Studium ging er nach Oxford und nahm zunächst ein Jahr Privatvorlesungen, bevor er sich an der Universität einschrieb und danach im Indian Civil Service diente. Sein Studium endete abrupt, als sein Vater in Pasir Salak ermordet wurde. Die Regierung gab ihm daraufhin im Januar 1876 großzügigerweise eine Stelle im Colonial Office in der Downing Street, wo bis 1878 arbeitete und dann als Anwärter in den Verwaltungsdienst der Straits Settlements eintrat.

## Karriere
Nach seiner Ankunft in Singapur bekam er zunächst eine Stelle im Sekretariat unter Sir Cecil Clementi Smith, der ihm zeitlebens ein treuer Freund war. 1881 arbeitete er einige Monate für das Liegenschaftsamt in Melakka und danach, im Juli 1881, in gleicher Position in Singapur. Im Mai 1882 wurde er amtierender Second Assistant Colonial Secretary. 1885 machte er seinen ersten offiziellen Besuch auf den Kokosinseln und nach der Rückkehr von seinem Heimaturlaub im Jahr 1887 wurde er in Second Assistant Colonial Secretary bestätigt und bekam die Aufsicht über eine Kommission, die den Mord an W.A. Pickering untersuchen sollte.
Im Januar 1888 wurde Sir Ernest nach Malacca versetzt, um dort in doppelter Funktion als Verwaltungs- und Finanzbeamter die Bodenpolitik von Sir William George Maxwell durchzusetzen. Gleichzeitig war er District Officer in Alor Gajah und Jasin. Obwohl viele es nicht für möglich gehalten hatten, gelang es ihm durch ein tiefes Verständnis der Verhältnisse, das neue System zu implementieren und die Erträge während seines vierjährigen Aufenthaltes deutlich zu steigern. Vielleicht war es dieser Erfolg, der Sir William George Maxwell bewog, ihn 1890 zur Erkundung des Landsystems nach Selangor zu entsenden.
1892 war er für einen Zeitraum von acht Monaten amtierender British Resident of Selangor und im Januar 1893 wurde er in den Rang eines Staatssekretärs des Gouverneurs von Perak erhoben. Seine herausragende Leistung in dieser Position war die Einführung eines neuen Landesvermessungssystems in Perak und das Vorantreiben der Pläne für ein Bewässerungssystem im Distrikt Kerian. Im Mai 1894 wurde ihm ein längerer Heimaturlaub gewährt, von dem er im August 1895 zurückkehrte. Während der Urlaubszeit von Sir Frank Swettenham vertrat er ihn als Amtierender Britischer Resident von Perak.
Während der Zeit als Amtierender Britischer Resident von Perak berief er das erste Treffen des Staatsrats ein. Als Termin wählte er den 2. November 1895 – den 20. Jahrestag des Mordes an seinem Vater. Birch übernahm den Vorsitz und machte den Sultan und die versammelten Häuptlinge ausdrücklich auf das Datum und das Ereignis aufmerksam. Im Juni des darauffolgenden Jahres kehrte er auf seinen ursprünglichen Posten als Staatssekretär zurück. Ab Februar 1897 übernahm er in Negeri Sembilan die Vertretung von Martin Lister als Amtierender Britischer Resident. Nach dessen Tod wurde er als Britischer Resident bestätigt und füllte dieses Amt bis Mai 1900 aus. Während seiner kurzen Amtszeit gelang es ihm, die Einkünfte des Staates Negeri Sembilan von $552.000 auf $1.085.000 zu erhöhen, ein neues Landvermessungssystem einzuführen und die öffentliche Verwaltung zu verbessern.
In Anerkennung seiner Dienste wurde er im Jahr 1900 durch Königin Victoria in Windsor in den Ritterstand erhoben und in den Order of St. Michael and St. George aufgenommen. Er wurde Bevollmächtigter der North Borneo Chartered Company und Gouverneur von Nord-Borneo im Jahre 1901. Während der zwei Jahre und acht Monaten, die er in Nord-Borneo verbrachte, widmete er sich emsig dem Wohlergehen des Landes. Er kehrte im Dezember 1903 nach England zurück und wurde im Februar 1904 zum Britischen Residenten in Perak ernannt. Es gelang ihm dort erfolgreich, eine Verwaltungsreform durchzuführen. Er bereicherte das gesellschaftliche Leben durch Einführung verschiedener Clubs und etlicher Sportarten.
Er starb am 17. Dezember 1929 in Battle, Sussex.